# Federico Ulrico de Brunswick-Wolfenbüttel

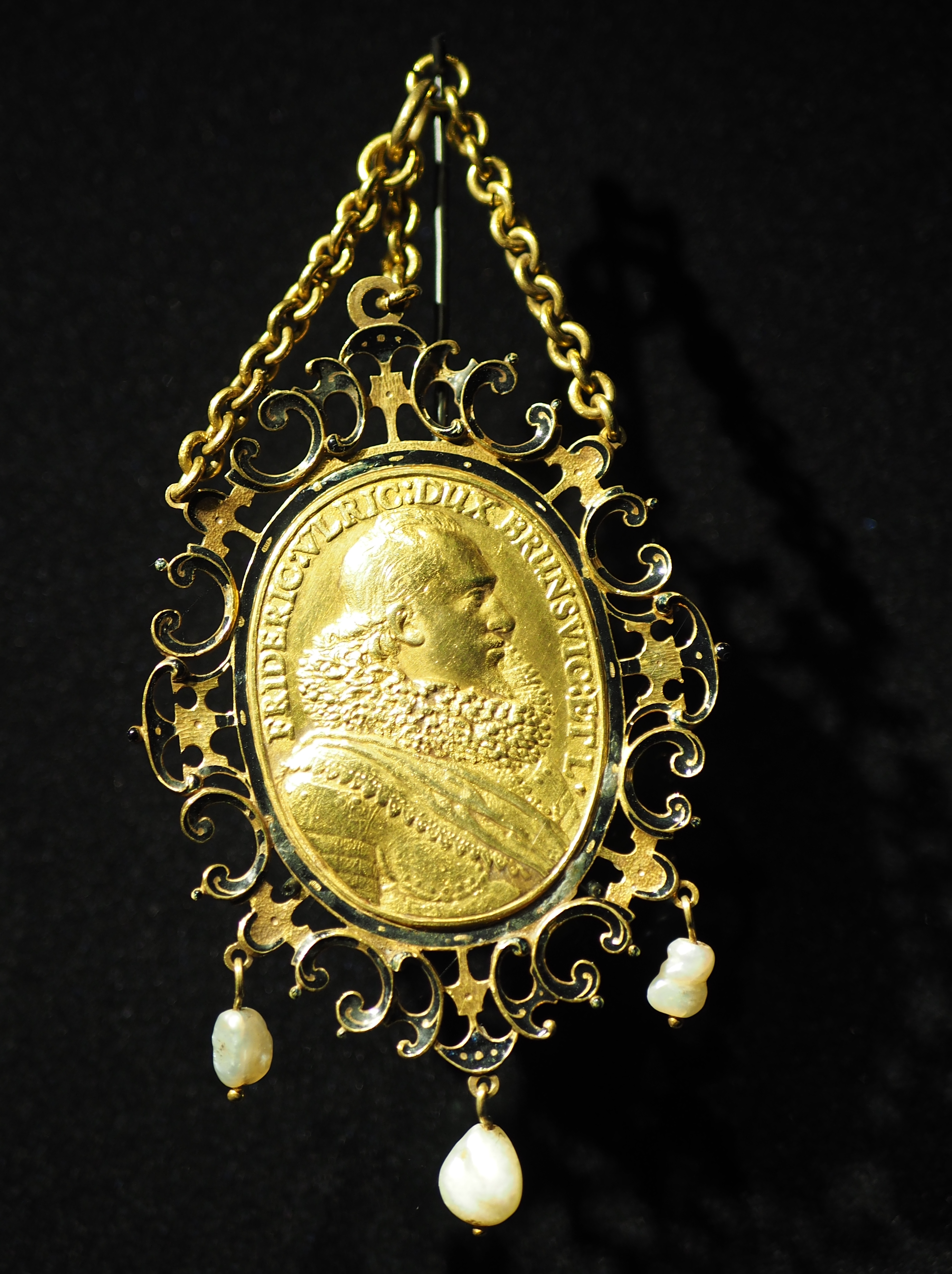
Federico Ulrico en medalla de oro

Federico Ulrico de Brunswick-Wolfenbüttel (en alemán: Friedrich Ulrich, 5 de abril de 1591, Wolfenbüttel-11 de agosto de 1634), duque de Brunswick-Luneburgo, fue de Wolfenbüttel desde 1613 hasta su muerte.

## Biografía
Federico Ulrico era hijo del duque Enrique Julio de Brunswick-Wolfenbüttel (1564-1613) y de su segunda esposa, la princesa Isabel de Dinamarca (1573-1626), la hija mayor del rey Federico II de Dinamarca. Federico estudió en las universidades de Helmstedt y Tübingen, y se convirtió en duque gobernante después de la muerte de su padre en 1613. En 1615, Federico se involucró en una guerra con la ciudad de Brunswick, que era reacia a reconocer su señorío.
Entre 1616 y 1622, fue destituido de facto por su madre, Isabel, con la ayuda de su hermano, el rey Cristián IV de Dinamarca, debido a su alcoholismo; El negocio del gobierno fue dirigido por Anton von Streithorst, quien casi arruinó el estado acuñando monedas de metales baratos y causando inflación. Debido a la mala situación del estado, Cristian hizo que Federico volviera a tomar el control del gobierno. Con la ayuda de la nobleza de los estados, logró recuperar el control; Los miembros del gobierno de Streithorst huyeron del estado.
Debido a la indecisión y debilidad de Federico, Brunswick fue saqueado durante la Guerra de los Treinta Años, tanto por las fuerzas católicas de Tilly y Pappenheim como por las fuerzas protestantes de Cristian de Dinamarca y Gustavo Adolfo II de Suecia. El duque perdió la mayor parte de su territorio durante este tiempo. Murió después de un accidente en 1634.

## Matrimonio y familia
Federico Ulrico se casó con Ana Sofía (1598-1659), hija de Juan Segismundo, elector de Brandeburgo, en 1614. No tuvieron hijos y Federico intentó divorciarse de Ana, aunque murió antes de que se completara el divorcio. Ana Sofía pasó su viudez en Schöningen, donde fundó una escuela de renombre, Anna-Sophianeum.
- Datos: Q63536
- Multimedia: Friedrich Ulrich, Duke of Brunswick-Wolfenbüttel / Q63536